# Opel Calibra
Opel Calibra — модель легкового автомобіля Opel, відома також як Vauxhall Calibra у Великій Британії, Holden Calibra в Австралії і Нової Зеландії і Chevrolet Calibra в Південній Америці. 
Передньопривідне купе, виконане на базі Opel Vectra A (Vauxhall Cavalier). 
 
Запущена у виробництво в 1989 році. Модель була знята з виробництва в 1997 році.

## Дизайн

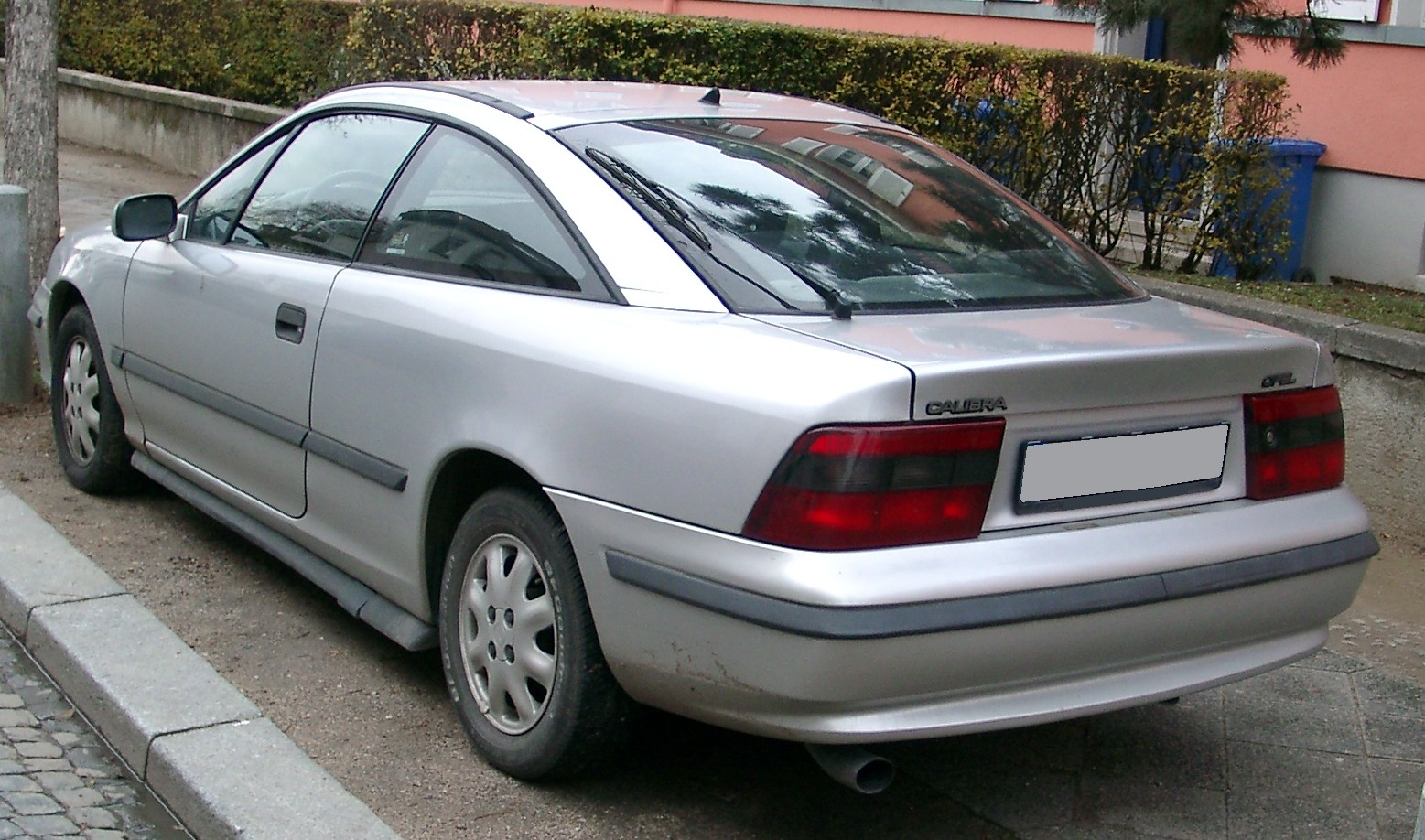
Opel Calibra

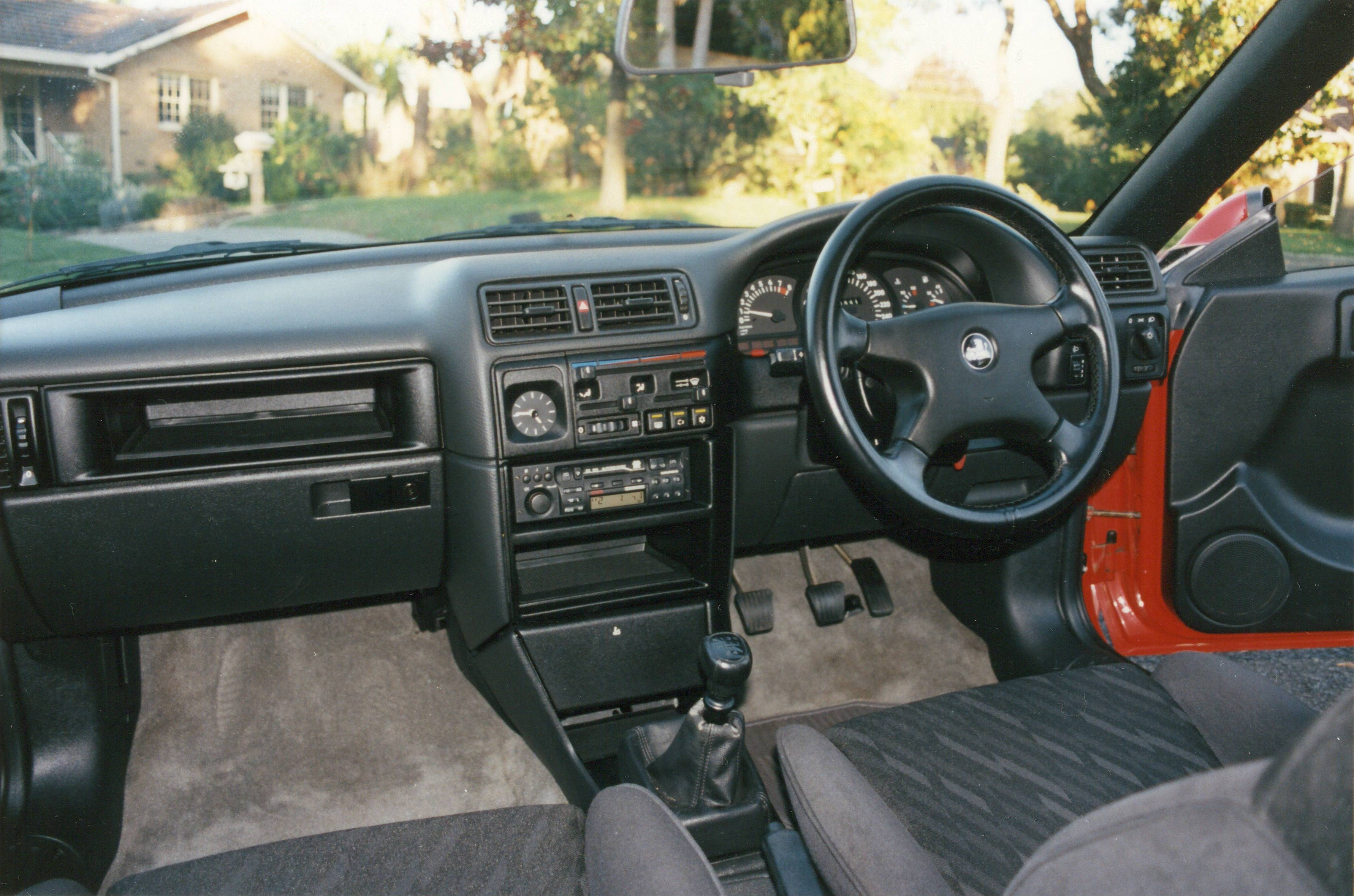

Дизайн Калібри був розроблений в Європейському дизайн-центрі Дженерал-Моторс, яким на той момент керував Уейн Черрі. Основною особливістю був низький, стрімко-спортивний силует. Принциповою відмінністю від моделі-попередника, Опеля Манти Б було поперечне розташування двигуна і передньопривідна схема. Своєрідним «реверансом» у бік попередника була форма задніх дверей, в якій чітко простежувалася фамільна схожість із задніми дверима Манта СС. 
Базою для створення Калібри послужила Вектра А, яку Опель випускав з 1988 року. Основні вузли і інженерні рішення були ідентичними, проте задня підвіска, на відміну від торсіонної балки Вектра, була складнішою — масивні литі важелі дозволили зробити задню підвіску повністю незалежною. 
Групі дизайнерів під керівництвом Ерхарда шнель вдалося довести коефіцієнт аеродинамічного опору нової моделі до рекордно низької величини — 0,26, що, на той момент, було абсолютним рекордом для серійних автомобілів. 
Характерною рисою, яка згодом використовувалася в моделях Вектра Б хетчбек і Астра G купе була форма задньої стійки. Іншою особливістю стали вузькі передні фари, в яких для ламп ближнього світла використовувалися елліпсні лінзи. Стандартним устаткуванням були легкосплавні колісні диски діаметром в 15 дюймів, спортивні сидіння OEM Рекаро, гідропідсилювач керма, електропривід дзеркал і легке тонування салонного скла. За додаткову плату встановлювався кондиціонер, підігрівання сидінь, електричний привід дзеркал, протитуманні фари, бортовий комп'ютер. Вартість базової комплектації в Німеччині становила 36.900 марок.
Ранні моделі Опель Calibra перейняли специфікацію салону від Opel Vectra 1988-1995 років випуску. Оздоблення практично повністю виконане з пластика, зі шкіряними вставками. Рівень оснащеності досить непоганий. У базовій комплектації моделі 1997 року представлена: подушка безпеки для водія, більш стильна приладова панель, бортовий комп'ютер, аудіосистема, спортивні ковшоподібні сидіння. Автомобіль, також, оснащений антиблокувальною системою, підсилювачем керма, електросклопідйомниками і центральним замком. 

## Двигуни
Спочатку "Калібру" комплектували двома двигунами — базовим дволітровим восьмиклапанним C20NE (85 кВт/115 к.с.), запозиченим з потужних версій Вектра А, і виготовленому на його блоці шістнадцятиклапанний C20XE (110 кВт/150 к.с.). Цей двигун був першим великомасштабним виробництвом Опелем двигунів з чотирма клапанами на циліндр і двома розподільними валами (DOHC). Застосування цієї технології дозволило підняти віддачу в порівнянні з восьмиклапанним двигунами рівного об'єму на 37%. Цей двигун дозволяв Калібрі розганятися до 100 км/год за 8,5 секунд і досягати максимальної швидкості 223 км/год. Відмінні аеродинамічні характеристики дозволили добитися невеликого витрати палива — на рівні 9,5 літрів на 100 км у змішаному циклі. Крім Калібри, двигуном C20XE стали оснащуватися топові версії моделі Кадетт Е (GSi 16V), Астри Ф (GSi 16V) і спеціальна версія Вектра А 2000. 
Комплектації з двигуном C20NE оснащувалися на вибір п'ятиступінчастою механічною коробкою або чотириступінчастим автоматом. На C20XE автоматичні коробки не ставилися. Для всіх комплектацій з ручними коробками були доступні версії з повним приводом. 
| Модель        | Об'єм      | Маркування | Потужність         | Крутний момент | 0-100 км / год | V макс       | Роки випуску |
| 4 циліндри    | 4 циліндри | 4 циліндри | 4 циліндри         | 4 циліндри     | 4 циліндри     | 4 циліндри   | 4 циліндри   |
| ------------- | ---------- | ---------- | ------------------ | -------------- | -------------- | ------------ | ------------ |
| 2,0           | 1998 см ³  | C20NE      | 85 кВт (115 к.с.)  | 170 Нм         | 10,0 с         | 205 км / год | 1990-1997    |
| 2,0 16V       | 1998 см ³  | X20XEV     | 100 кВт (136 к.с.) | 185 Нм         | 9,5 с          | 215 км / год | 1994-1997    |
| 2,0 16V       | 1998 см ³  | C20XE      | 110 кВт (150 к.с.) | 196 Нм         | 8,5 с          | 223 км / год | 1990-1994    |
| 2,0 Turbo 4x4 | 1998 см ³  | C20LET     | 150 кВт (204 к.с.) | 280 Нм         | 6,8 с          | 245 км / год | 1992-1996    |
| 6 циліндрів   |            |            |                    |                |                |              |              |
| 2,5 V6        | 2498 см ³  | C25XE      | 125 кВт (170 к.с.) | 227 Нм         | 7,8 с          | 237 км / год | 1993-1996    |
| 2,5 V6        | 2498 см ³  | X25XE      | 125 кВт (170 к.с.) | 227 Нм         | 7,8 с          | 237 км / год | 1996-1997    |

## Турбо
З березня 1992 Опель випускає нового флагмана сімейства. Ним став Опель Калібра 16V турбо 4х4. Модель оснащувалася турбованою версією шістнадцятиклапаного двигуна. Новий двигун отримав маркування C20LET (150 кВт./204 к.с.) Обов'язковим атрибутом машин, оснащених цим двигуном, стала система повного приводу і шестиступінчаста механічна коробка передач Getrag. З появою в моторному гамі C20LET Калібру знайшла, нарешті, динамічні характеристики, що відповідають зовнішньому вигляду — Калібру-турбо розганялася до 100 км/год за 6,8 секунди і досягати максимальної швидкості 245 км/год. Версії з C20LET пропонувалися в Німеччині за 49.880 марок. 
Зовнішніх відмінностей від інших версій Калібру-турбо практично не мала, за винятком шестнадцатідюймових дисків на пятіболтових маточини і шильдиків з написом «Турбо». На деяких турбо-версії Калібри логотип Опеля на кермовому колесі замінювався на значок з написом «Турбо». 

## V6 і X20XEV
У 1993 році в моторному гамі Калібри з'явився шестициліндровий двадцатичотирьохклапанний C25XE, (пізніше замінений X25XE) об'ємом 2,5 літра, яким так само стали комплектуватися Вектра А і Омега Б. Він розганяв калібру до 100 км/год за 7,8 сек, і дозволяв досягти максимальної швидкості 237 км/год. Для нього так само, як і для ранніх моделей, була доступна комплектація з автоматичною коробкою. Систему повного приводу на моделі з шестициліндровими двигунами не встановлювали. 
Крім того, до серпня 1993 двигун C20XE був виключений з моторної гами, у зв'язку зі вступом в силу вимог Євро-2. Його місце зайняв екологічніший, але менш потужний X20XEV Ecotec. 

## Повний привід

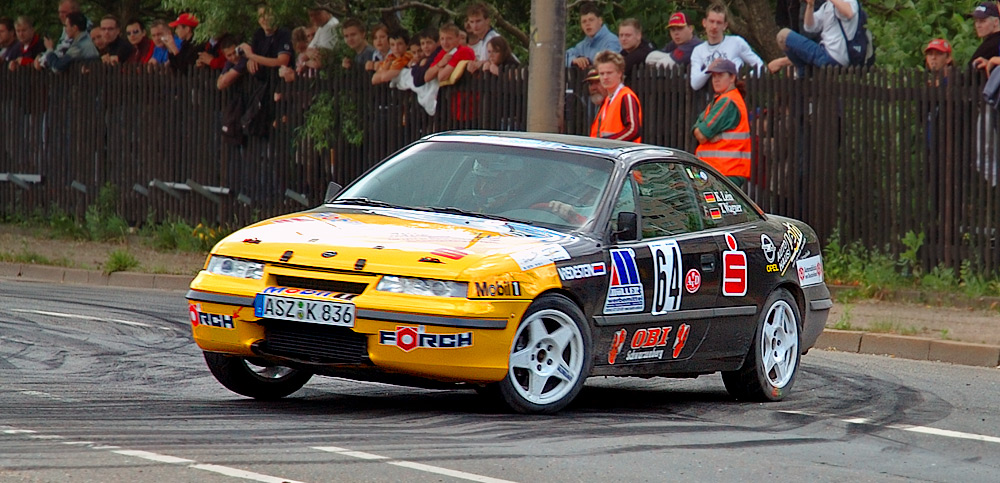
Opel Calibra 4x4 Turbo на ралі Саксонії

Повний привід на калібрів був запозичений, як і багато інших основних вузлів, з Вектра А, версії 4х4. Повнопривідні версії Калібри стали пропонуватися покупцям одночасно з початком продажів. Калібру 4х4 була другим повнопривідним автомобілем за всю історію Опеля. Автоматична система з вискомуфтой забезпечувала, в умовах сухого покриття, повну перекидання крутного моменту на передні колеса. У разі, якщо передні колеса починали прослизати, система передавала частину моменту на задні колеса. При гальмуванні момент повністю перемикався на передні колеса, щоб забезпечити нормальну роботу системи ABS. 
Повним приводом оснащувалися Калібри з будь-якими типами чотирициліндрових двигунів, але виключно з механічною коробкою передач. На шестициліндрові двигуни система повного приводу не встановлювалася. 
Калібру з двигуном C20NE і системою повного приводу розганялася до 100 км/год за 11 секунд і досягати максимальної швидкості 198 км/год, з двигуном с20хе — 215 км/год. Наявність повного приводу в середньому збільшувало витрати палива на 1 літр на 100 км. Ціна базової моделі з повним приводом становила в Німеччині 44.215 марок. 
За деякими джерелами, зрідка моделях з повним приводом стандартний логотип Опель на кермовому колесі замінювався позначкою «4х4». 

## Зміни моделей 1993
З серпня 1993 року, у зв'язку з жорсткістю норм безпеки та екологічності, в конструкцію моделі були внесені деякі зміни. Так, подушки безпеки водія і переднього пасажира увійшли в стандартну комплектацію, в дверях стали встановлюватися вварені труби, покликані забезпечити безпеку водія і пасажира при бічному ударі, були посилені віконні стійки, введені нові пряжки ременів безпеки. Крім того, стали використовуватися заходи, покликані зробити виробництво і використання автомобіля екологічнішим — двигуни зі зниженим вмістом шкідливих викидів, лакофарбове покриття на водній основі, нові, менш агресивні хладагенти в кондиціонерах. 
Ці зміни торкнулися, у першу чергу, автомобілів, які випускалися на основному заводі Опеля, в Рюсельсхаймі). Складно сказати, якою мірою вони були реалізовані на другий виробничому майданчику, на заводі Valmet Automotive в Уусікаупункі (Фінляндія), проте достеменно відомо, що в 1994 році подушки безпеки на моделях фінської збірки в стандартну комплектацію не входили.

## Фейсліфтинг 1994

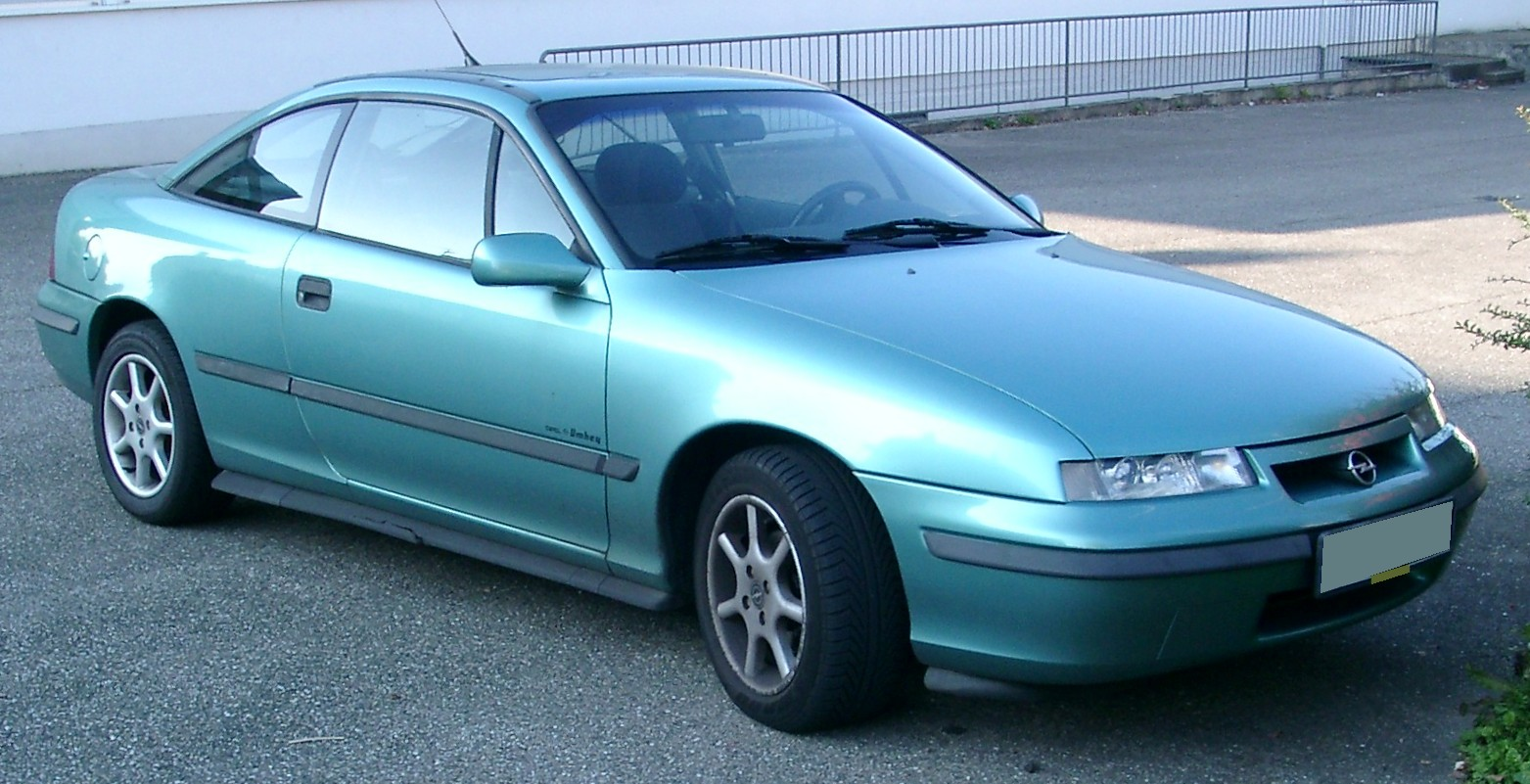
Opel Calibra

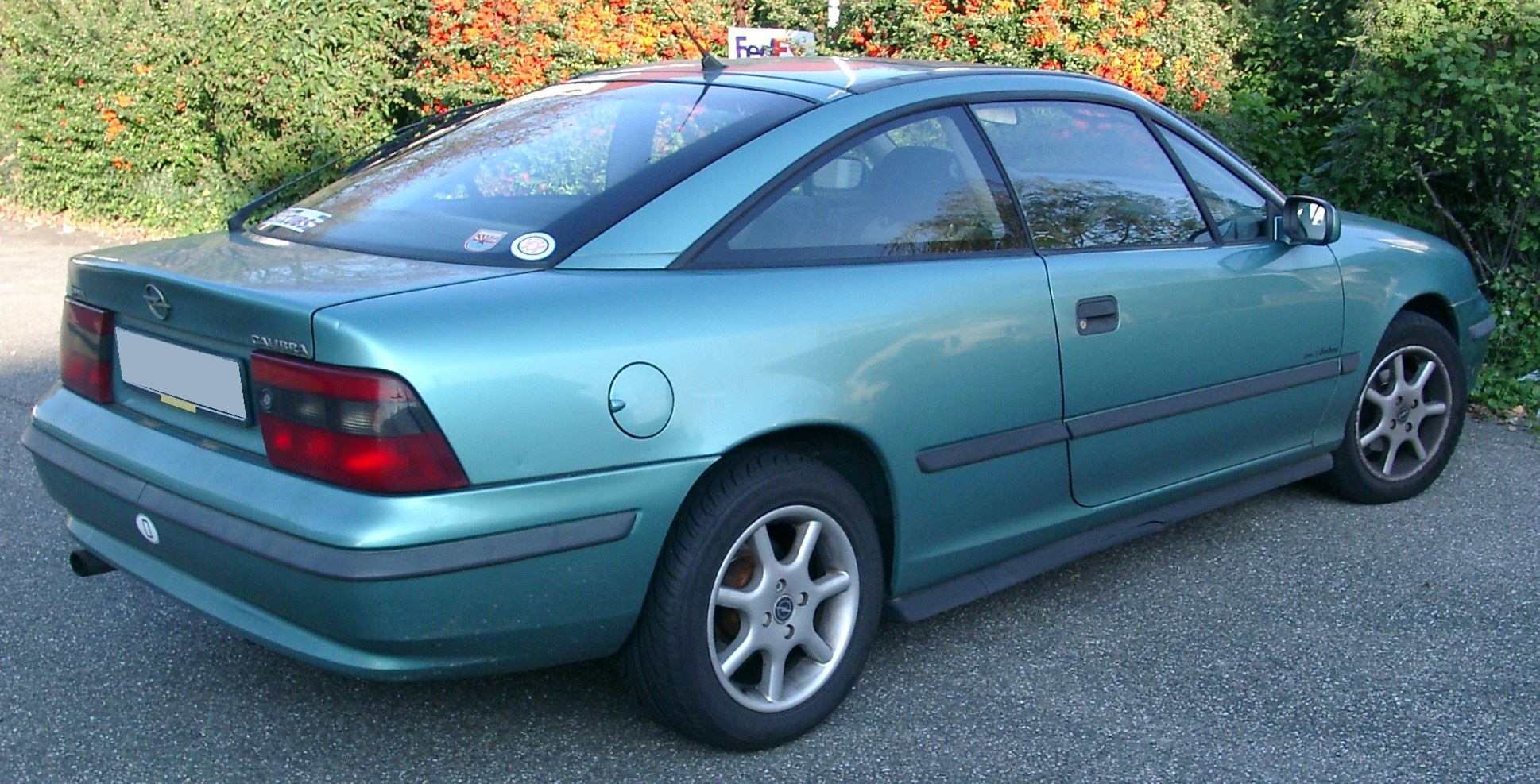
Opel Calibra

Влітку 1994 модель піддалася невеликому фейсліфтінгу. Передня емблема Опеля перекочувала з капота на решітку радіатора, дизайн якої так само був змінений. У гамі інтер'єру з'явилися нові версії оббивки, додаткові прилади зі шкалами білого кольору увійшли в стандартну комплектацію, на приладовій панелі з'явилися нові сигнальні лампи. Так само змінився дизайн колісних дисків. 
До листопада 1994 стандартна версія Калібри 2.0i пропонувалася німецьким покупцям за 40.835 марок, 16v — за 43.495 марок, V6 — 51.070, Турбо — 54.345 марок. Повний привід з цього часу став прерогативою виключно турбо версії. 

## Комплектації
Покупцям Калібру пропонувалася в двох фіксованих комплектаціях — із стандартним і розширеним набором додаткового устаткування. Стандартний набір опцій сильно відрізнявся для моделей з різними двигунами. Якщо в стандартному варіанті комплектації моделі з молодшим двигуном (C20NE) оснащувалися механічними склопідйомниками, годинами замість бортового комп'ютера і двома подушками, то в стандартну комплектацію для моделей з шестициліндровим двигуном входили електричні склопідйомники, електролюк, кондиціонер, і навіть шкіряний салон. У моделях, оснащених турбо-мотором, до всього перерахованого додавався бортовий комп'ютер. 
Як топової комплектації вводиться Classic. Від стандартної комплектації вона відрізнялася додатковим обладнанням, яке широко варіювалося залежно від двигуна, встановленого на моделі. В цілому, можна виділити таку закономірність — чим молодше двигун, тим ширшим список додаткового обладнання. Для старших моделей, таких як V6 і турбо, комплектація «Classic» відрізнялася від стандартної наявністю просунутішої магнітоли (Philips SC 804), шкіряним салоном бежего кольору замість чорного в стандартній версії, і фарбуванням в «металік». 
До середини 1995 року замість комплектації Classic вводиться Classic II. Відмінності між ними були незначні і стосувалися, в першу чергу, звукових систем. 

## Спеціальні версії

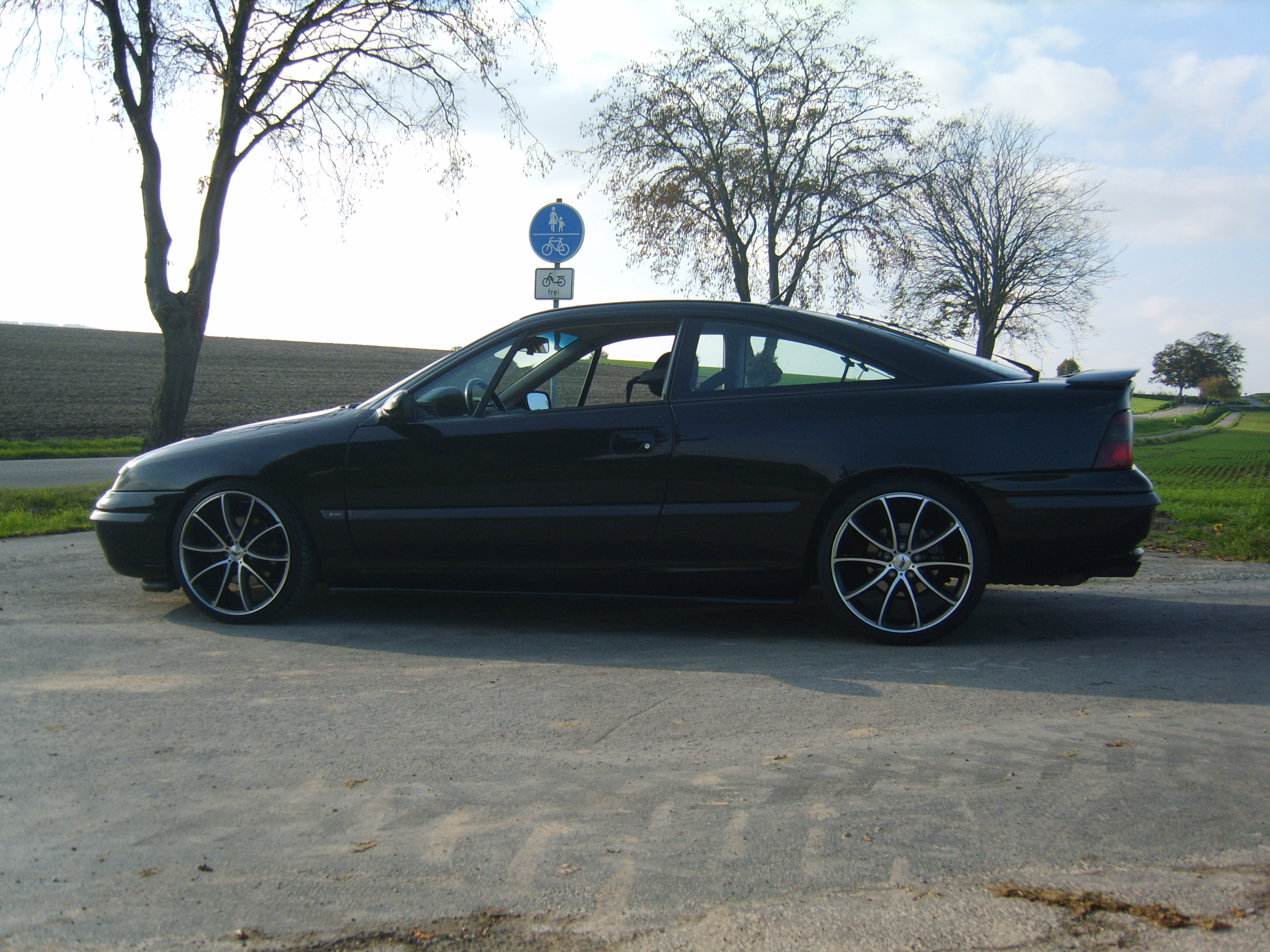
Opel Calibra V6 DTM Edition

У 1995 році на ринок була випущена спеціальна редакція DTM Edition, якій Опель відзначив успіхи Calibra DTM в німецькому кузовному чемпіонаті 1994 року, коли Клаус Людвіг, який виступав у складі команди Team Rosberg, посів третє місце за підсумками чемпіонату. Її відрізняли 16-дюймові легкосплавні диски в DTM-стилі, занижена на 20 мм спортивна підвіска, так само відмінною рисою були шильдики DTMна передніх крилах і на кришці багажника, ручки дверей, пофарбовані в колір кузова, тканинний салон оригінальної забарвлення . Крім того, на кришці попільнички встановлювалася табличка з логотипом «DTM» та індивідуальним номером (від 1 до 1000). Моделі, випущені в DTM Edition, оснащувалися моторами чотирьох типів — C20NE, X20XEV, X25XE і C20LET, і мали три варіанти фарбування — білий, жовтий або чорний. При варіанті в білий колір забарвлення колісні диски так само були пофарбовані білим. Загальний тираж серії — 1000 примірників. 
У тому ж році світ побачила спеціальна редакція Keke Rosberg Edition, випущена на честь засновника і пілота команди DTM Team Rosberg, чемпіона Формула 1 сезону 1982 Кеке Росберга ]. Вона була практично ідентична машин редакції DTM Edition, відрізняючись лише табличкою на кришці попільнички з логотипомKeke Rosberg Edition, автографом Росберга та індивідуальним номером (від 1 до 1000). Моделі, випущені вKeke Rosberg Edition, оснащувалися моторами чотирьох типів — C20NE, X20XEV, X25XE і C20LET, і мали один варіант фарбування — білий. Колісні диски так само були білого кольору. Загальний тираж серії — 1000 примірників. 
У квітні 1996 року була випущена спеціальна редакція Cliff Motorsport Edition. Її відрізняли змінений передній бампер Irmsher з додатковими повітрозабірниками, пофарбовані в колір кузова молдинги, 16-дюймові легкосплавні диски від BBS, занижена на 20 мм спортивна підвіска і звукова система від Bose. Так само відмінною рисою були добре помітні шильдики Cliff на передніх крилах і на кришці багажника, ідентичні логотипам на гоночній Calibra DTM. Крім того, на кришці попільнички встановлювалася табличка з логотипом «Cliff» та індивідуальним номером (від 1 до 1000). Моделі, випущені в Cliff Motorsport Edition, оснащувалися моторами двома типів — X20XEV і X25XE, і мали три варіанти фарбування. Загальний тираж серії — 1000 примірників. 

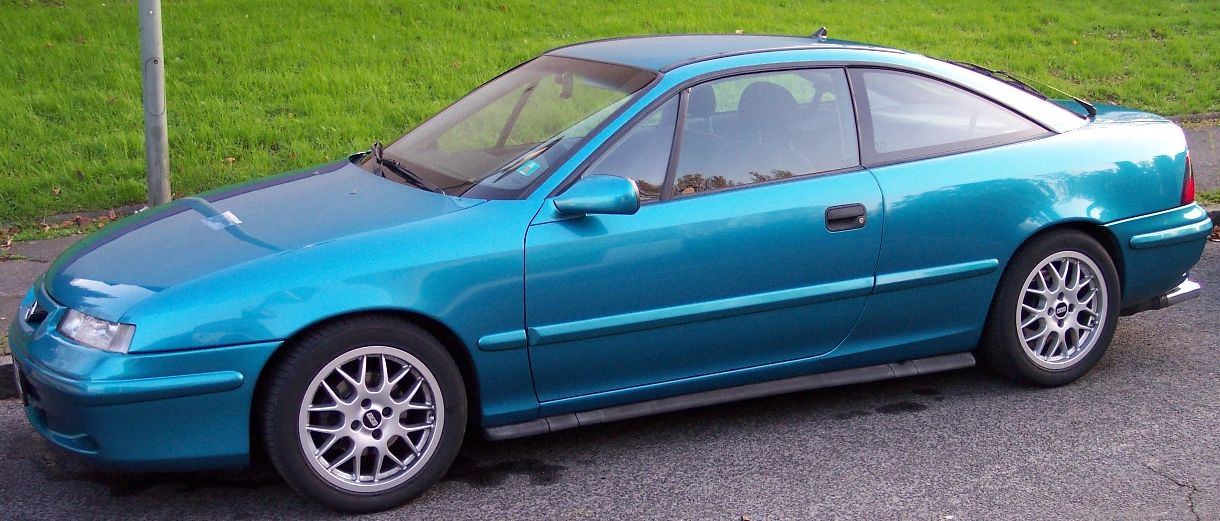
Opel Calibra 2.0 16V Last Edition

У березні 1997 року була випущена остання редакція Last Edition, яка вийшла тиражем в 984 примірники. Із зовнішніх особливостей — змінені бампера і молдінги нової форми, пофарбовані в колір кузова, комплектація була ідентична Classic II, на кришці попільнички встановлювалася табличка з логотипом «Last Edition» та індивідуальним номером (від 1 до 984). Моделі, випущені в Last Edition, оснащувалися моторами двома типів — X20XEV і X25XE. 
Крім перерахованих вище, британський підрозділ Opel випустило не менше дев'яти «спеціальні редакцій» Vauxhall, які обзначалісь як SE1, SE2 і т. д. 

## 1996 і 1997 роки
1996 приніс нові програми продажів. Як комплектації початкового рівня вводиться нова редакція Young. Вона оснащується молодшим мотором 2.0i. На вибір пропонується один з 4 варіантів забарвлення кузова, два варіанти оббивки салону, і фіксований набір додаткового обладнання. 
До кінця 1996 року, у зв'язку з тим, що зробити двигун C20LET відповідає новим екологічним нормам було б занадто дорого, виробництво Калібри турбо, (і, отже, і повнопривідних версій) припиняється. 
З серпня 1996 року доступні тільки версії Young, Classic II і спеціальна редакція Cliff Motorsport. Починаючи з 1997 — тільки Young. З березня 1997 запускається «прощальна» версія Last edition. 
У червні 1997 року виробництво моделі було завершено. 

## Статистика
Було побудовано в загальній складності 239 639 автомобілів. 
З них: 
- 1989: 1932
- 1990: 29357
- 1991: 67454
- 1992: 57254
- 1993: 28786
- 1994: 22701
- 1995: 16991
- 1996: 11108
- 1997: 5956 (з них 984 Last edition 245 X25XE і 739 X20XEV)

З них: 
- Calibra 4х4: 3385
- Calibra Turbo 4 × 4: 12677
- Calibra V6: 12015

Близько 40% від загальної кількості машин були вироблені на заводі Valmet Automotive в Уусікаупункі (Фінляндія) — всього 93 978 примірники, виробництво почалося в 1991. Це Калібри можна відрізнити по цифрі «9» в VIN-коді (наприклад, WOL 0000 85 [K або V] [1 або 9] XXXXXX) («1» для машин, вироблених на основному заводі Опель в Рюссельсхаймі). Вважається, що Калібри фінського виробництва значно краще захищені від корозії, але об'єктивних свідоцтв на цей рахунок поки немає. 

## Цікаві факти
- Опель Калібру офіційно експортувалися до Японії. Від європейських версій вони відрізнялися повторювачами повороту на передніх крилах, електричним приводом складання дзеркал і датчиком температури каталізатора. До Японії калібри поставлялися тільки з лівим кермом. Володіння машиною з «європейським» розташуванням керма в Японії вважається престижним [2].
- Також покажчики повороту кілька іншої форми ставилися на моделі для італійського і британського ринків.

## 2007

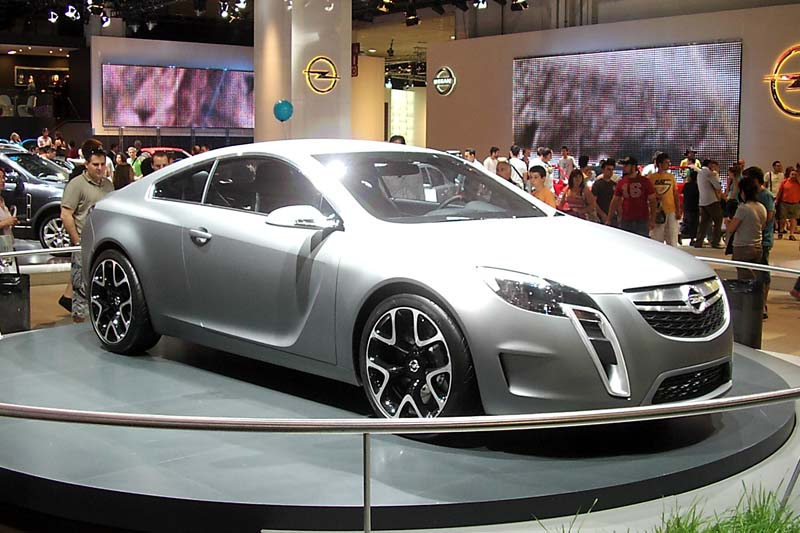
Opel GTC Concept

Opel Gran Turismo Coupé Concept, скорочено Opel GTC Concept - це концепт-кар компанії Opel, який, як стверджував виробник, є гіпотетичним купе Opel Calibra. Прем'єра GTC відбулася на 77-му Женевському автосалоні 2007 року. Opel GTC є дводверним купе типу гран-туризмом поряд з Opel Flextreme GT/E.